# Pont de Bonny-sur-Loire
Le pont de Bonny-sur-Loire  est un pont suspendu français situé dans le département du Loiret et la région Centre-Val de Loire. Il franchit la Loire entre Bonny-sur-Loire et Beaulieu-sur-Loire.

## Description
Le pont de Bonny-sur-Loire permet le franchissement de la Loire et est emprunté par la route départementale D 926. Il permet la liaison entre les routes départementales 907, côté Bonny-sur-Loire, sur la rive droite de la Loire, et 951, côté Beaulieu-sur-Loire, sur la rive gauche.
La longueur de l'ouvrage est de 361 mètres. Il est constitué de trois travées de 120 mètres chacune.

## Historique
La construction de ce pont est décidée le 11 novembre 1894 par le conseil municipal de Bonny sur Loire. Le maire, Alexis Pascault, est chargé d'en élaborer le projet et d'en rechercher le financement.[réf. souhaitée]. La première pile du pont est construite en 1899 sous la conduite de Ferdinand Arnodin.
Ce premier pont avec des piles et des pylônes maçonnés est détruit au début de la Seconde Guerre mondiale, en 1940. Après guerre, il est reconstruit sous une forme et des dimensions similaires avec des pylônes en béton et un tablier en acier de 1947 à 1951 par l’entreprise Baudin-Châteauneuf.
Depuis lors, il n’a jamais connu de rénovation et est maintenant dans un mauvais état structurel, comme 30 000 autres ouvrages du pays. Le mauvais état des aciers a été reconnu dès 2017, des câbles brisés détectés dès 2021, avec de la corrosion sur les tiges d’acier et des fissures dans les ancrages. En 2025, le coût de sa réfection est estimé à 25 millions d’euros, en grande partie à la charge du département.

## Pour approfondir